# Los Embajadores Vallenatos
Los Embajadores Vallenatos es un dúo colombiano de vallenato, integrado por el cantante Robinson Damián (Villanueva; 24 de marzo de 1961); y el acordeonero Ramiro Colmenares (Bucaramanga; 10 de agosto de 1955 - Paraguay; 17 de septiembre de 2022). Es una agrupación que combina los toques musicales del Caribe y del interior del país, debido a la procedencia de sus componentes.

## Biografía
Los Embajadores tenían el nombre de "El Grupo de Upar" y después del encuentro de sus integrantes en Valledupar, capital de Cesar, decidieron cambiarlo por "Los Embajadores Vallenatos" para luego viajar a Bucaramanga y participar en un evento musical.
Ya como Los Embajadores Vallenatos grabaron en 1982 su primer álbum, que contenía La juntera. Más adelante triunfaron con temas como El plomo, Esperando tú amor, La pisinga, Sindicado de amor y Tomando por ella.
Para 1985, después de haber sacado dos trabajos más, la popularidad de los Embajadores creció. Ese año sacaron al mercado Fenomenal, un disco con el que alcanzaron logros importantes en el ámbito nacional.
Los temas El santo cachón (1994) de la autoría de Romualdo Brito, y Se le moja la canoa (1995) de Guadis Carrasco, ayudaron a la agrupación a internacionalizarse.

## Discografía
- 1982: Los Embajadores Vallenatos
- 1983: El Plomo... es un tiro!
- 1984: Brindis
- 1985: Fenomenal
- 1987: Con Sabrosura
- 1988: Los Fantásticos Embajadores Vallenatos
- 1989: Súper Embajadores Vallenatos
- 1990: Con Sentimiento
- 1991: Más unidos que antes
- 1993: Pa' mis seguidores
- 1994: Borrachera donde quiera[6]
- 1995: Más internacionales[7]
- 1997: Siempre pa' lante
- 1998: En misión vallenata
- 1999: La última parranda del siglo[7]
- 2001: Bebiendo y llorando